# 地震动图

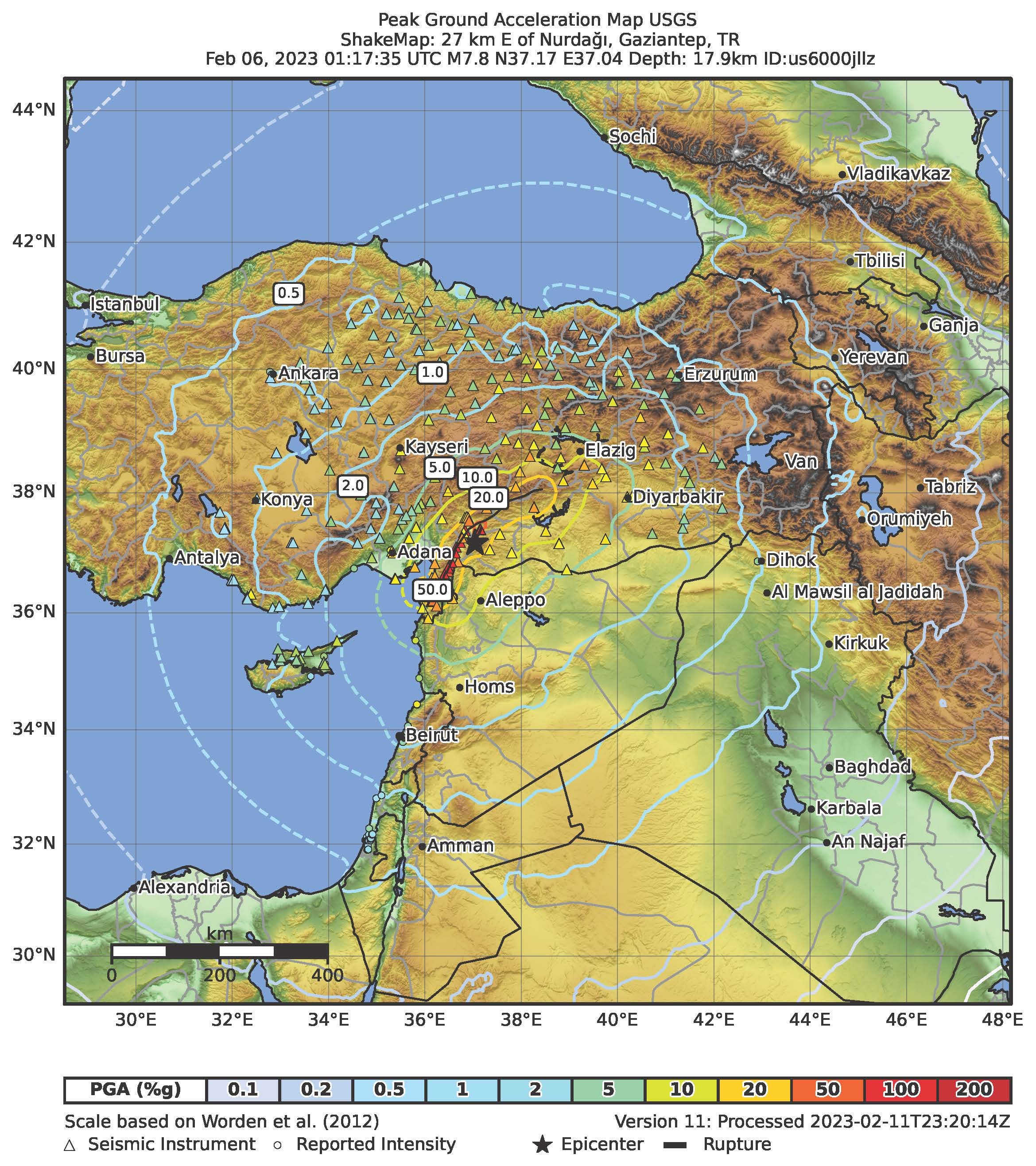
2023年土耳其-叙利亚地震峰值地面加速度的地震动图

地震动图（英語：ShakeMap，又译震动图、地震动预测图、地震动场预测图）是美国地质调查局（USGS）为绘制地震震动分布而研发的产品。据USGS描述，“ShakeMap能在重大地震发生后提供准实时的地面运动与震动强度分布图。这些地图被联邦、州和地方各级公共及私人机构用于震后响应与恢复、公共与科学信息发布、备灾演练及防灾规划”。该系统的开发主要由USGS地震学家大卫·J·瓦尔德等人主导。
ShakeMap的目标是“超越震级与震中”，直观呈现震动强度的空间差异。此处“震动强度”并非严格术语，而是指“地面晃动的剧烈程度”。ShakeMap现已成为开源软件程序，可自动生成一系列地图及产品，以展示地震潜在破坏性震动的范围与强度。其通常用于为应急管理与响应、损失评估提供震后态势感知。
ShakeMap同时也是其他USGS地震衍生产品的关键输入数据来源，包括地震动图发布系统ShakeCast、全球地震响应即时评估系统PAGER。